# Jakob Nielsen (Politiker)
Jokum Hendrik Jakob Nielsen (* 19. April 1910 in Alluitsup Paa; † November 1985) war ein grönländischer Landesrat.

## Leben
Er war der Sohn des Landesrats Niels Frederik Jens Peter Nielsen und seiner Frau Mathilde Sara Elisabeth. Seine Frau war Marie „Mâliâraĸ“ Dorph († 1978). Die beiden waren unter anderem die Eltern des Politikers Hendrik Nielsen (1942–2022).
1951 wurde er in den ersten gesamtgrönländischen Landesrat gewählt und danach auch 1955 und 1959 wiedergewählt. Er arbeitete als Udstedsverwalter und setzte sich stark für die kleinen Dörfer Grönlands ein, vor allem für Aappilattoq (Nanortalik). Er starb im November 1985 im Alter von 75 Jahren.